# 東海大学旭川キャンパス

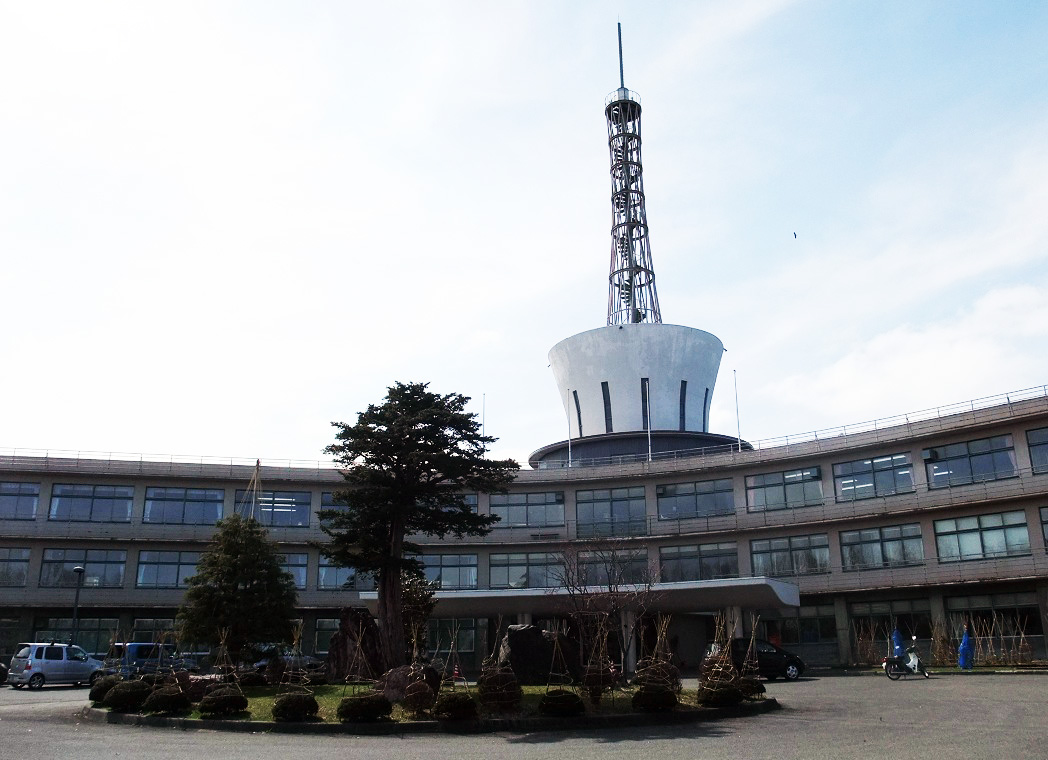
旭川キャンパス本館

東海大学旭川キャンパス（とうかいだいがくあさひかわキャンパス）は、北海道旭川市にあった東海大学のキャンパスである。東海大学旭川校舎とも呼ばれる。もともと東海大学工芸短期大学、のちに北海道東海大学のキャンパスとなり、北海道東海大学旭川キャンパスあるいは北海道東海大学旭川校舎とも呼ばれた。

## 所在地
旭川市街地の北西にある嵐山から石狩川を挟んで南側の台地（立岩山）に位置している。敷地内には面崖式チャシの遺跡がある。
- 住所: 北海道旭川市神居町忠和224
- 敷地面積: 348,168平方メートル[2]

## 沿革
- 1970年 - 3月、建設地決定。8月、起工。[3]
- 1971年 - 11月、1号館落成。[3]
- 2014年 - 3月、閉鎖[4]
- 2016年 - 3月、土地建物を旭川市に寄贈[4]

### 跡地計画
跡地は旭川市に寄贈されたが、具体的な利活用の計画はない。2019年にサウンディング型市場調査が実施され、ニーズと課題が見えたとされているが、塩漬け状態のままである。都市計画法上の用途制限（第2種中高層住居専用地域）や、敷地内が土砂災害警戒区域であり一部は特別警戒区域となっていることがハードルになっているとされる。一時は国道12号を挟んで隣接する北海道伝統美術工芸村と一体となった形での再開発も検討されたが、同施設はツルハホールディングスが取得したため話も立ち消えになっている。

## 主要な建築物
1号館
1971年竣工、3階建て。解体済み。
第1実験館
平屋。各種の加工機械を備えた工房。解体済み。
第2実験館
1977年竣工、2階建て。特定用途の実習室などがある。解体済み。
総合体育館
1981年竣工、3階建て。解体済み。
松前記念図書館
1983年竣工、2階建て。
芸術工学研究館
1993年竣工、4階建て。おもに教員用研究室がある。

## 配置機関
東海大学工芸短期大学（1972年-1980年）
工芸学科。
北海道東海大学芸術工学部（1977年-2010年）
デザイン学科、建築学科、（2003年度より）くらしデザイン学科。
東海大学芸術工学部（2008年-2015年）
くらしデザイン学科、建築・環境デザイン学科。
北海道東海大学大学院芸術学研究科（1990年-2008年）
生活デザイン専攻（修士課程）
東海大学大学院芸術工学研究科（2008年-2014年）
生活デザイン専攻（修士課程）
北海道東海大学北方生活研究所（1978年-2008年）

東海大学北方生活研究所（2008年-2014年）

## 交通アクセス
- 道北バス「東海大学」下車すぐ、または「忠和5条1丁目」下車徒歩
  - 1条7丁目[注釈 1]より 62系統 忠和5条1丁目行き 約30分
  - 1条7丁目より 63/662系統 忠和5条1丁目行き 約25分